# Умники
«Умники» (англ. Smart People) — американская комедийная драма 2008 года с Деннисом Куэйдом, Сарой Джессикой Паркер, Эллен Пейдж и Томасом Хейден Чёрч в главных ролях, снятая режиссёром Noam Murro по сценарию Mark Poirier и спродюсированная Майклом Лондоном с Омаром Аманатом в качестве исполнительного продюсера. Фильм был снят в Питтсбурге, Пенсильвания и включал несколько сцен в Университете Карнеги — Меллона и международном аэропорту Питтсбурга. Премьера состоялась в том же году на национальном фестивале независимого американского кино Сандэнс, и фильм был высоко оценен критикой (9 звёзд из 10). Права на распространение в Северной Америке были приобретены кинокомпанией Miramax Films и для широкой публики фильм стал доступен с 11 апреля 2008 года.

## Сюжет
Немолодой профессор Лоуренс Уэзерхолд живёт уединённой жизнью вдовца, не желая ни с кем общаться, даже со своими детьми. Однако несчастный случай заставляет его ближе сойтись со своими родственниками, а также познакомиться в больнице с доктором Хартиган. Последующие события заставили его пересмотреть свои отношения с окружающими и попытаться изменить самого себя…

## В ролях
- Деннис Куэйд — Лоуренс Уэзерхолд
- Сара Джессика Паркер — Дженет Хартиган
- Томас Хейден Чёрч — Чак Уэзерхолд
- Эллен Пейдж — Ванесса Уэзерхолд
- Эштон Холмс — Джеймс Уэзерхолд
- Кристин Лахти — Нэнси
- Камилла Мана — Мисси Чин
- Дэвид Денман — Уильям
- Скотт Мартин — Уеллер
- Дон Уодсворт — Хэдли
- Ричард Джон Уолтерс — парковщик

## Съёмочный процесс
Первоначально фильм начали снимать в Джорджтаунском университете в Вашингтоне, но съёмки независимого фильма в этом городе были сочетны слишком затруднительными. Съёмки в Университете Карнеги — Меллона в Питтсбурге заняли ноябрь и декабрь 2006 года. Дом, используемый Уэзерхолдами, располагается в пригороде Питтсбурга — Френдшипе. График съёмок был сжат по голливудским стандартам, до 29 дней. По словам режиссёра, Ноама Мурро, в аудиокомментариях на DVD, съёмки были полностью завершены до окончания фильма «Джуно». Показ в титрах фильма двух детей-близнецов является отсылкой к рождению в ноябре 2007 года двоих близнецов у актёра Денниса Куэйда и его последующей информационной кампании о врачебных ошибках с медицинскими препаратами.

## Критика
Фильм получил смешанные отзывы. На 10 марта 2009 года агрегатор обзоров Rotten Tomatoes сообщал, что 49 % критических отзывов из общего числа в 134 являются положительными обзорами. На Metacritic фильм имел средний балл в 57 из 100, основанный на 33 обзорах. The Los Angeles Times, Wall Street Journal, и The New York Times дали фильму по большей части положительные отзывы. В первые выходные фильм собрал около 4,2 млн долларов в 1106 кинотеатрах США и Канады с 7 местом в рейтинге кинопроката. В неделю премьеры выручка от проката составила 5,7 млн долларов. На 29 июля 2008 кинопрокат в США принёс 9 511 289 долл., 1 069 335 долл. за рубежом и общая выручка составила 11 839 695 долларов США.